# 분홍색 잡음
분홍색 잡음(粉紅色雜音), 분홍 소음, 핑크 노이즈(pink noise), 1⁄f 노이즈는 파워 스펙트럼 밀도가 신호의 진동수에 역비례하는 진동수 스펙트럼이 있는 신호 또는 과정이다. 분홍색 잡음에서 각 옥타브 주기는 동일한 양의 노이즈 에너지를 전달한다.
분홍색 잡음은 생물학계에서 가장 흔한 신호들 중 하나이다.
이 이름은 이 파워 스펙트럼의 가시광의 분홍빛 모습에서 비롯된 것이다. 이는 진동수 주기별로 동일 세기를 갖는 백색 소음과는 구별된다.

## 같이 보기
- 백색 소음
- 프랙탈
- 푸아송 잡음
- 사운드 마스킹
- 통계학